# Abbesche Sinusbedingung
Die Abbesche Sinusbedingung (kurz: Sinusbedingung oder auch seltener Abbesche Bedingung) ist ein Sachverhalt der geometrischen Optik und wurde von Ernst Karl Abbe formuliert. Sie ist eine notwendige Bedingung, um ein kleines achsnahes und achssenkrechtes Flächenelement frei von Bildfehlern abzubilden.
Man betrachtet hierzu Strahlen, die vom Achspunkt des besagten Flächenelements ausgehen. Der Schnittwinkel eines solchen Strahls mit der optischen Achse sei {\displaystyle \sigma } im Objektraum und {\displaystyle \sigma '} im Bildraum. Der Brechungsindex im Objektraum sei {\displaystyle n}, im Bildraum {\displaystyle n'}. Die Sinusbedingung lautet:
{\displaystyle {\frac {n\sin \sigma }{n'\sin \sigma '}}=\beta '={\text{const.}}}
Der Quotient auf der linken Seite ist also für alle o. g. Strahlen gleich, und diese Konstante ist der paraxiale Abbildungsmaßstab {\displaystyle \beta '}. Hinreichend ist die Sinusbedingung jedoch nicht. Erst wenn zusätzlich der Öffnungsfehler für den Achspunkt des besagten Flächenelements behoben ist, wird es tatsächlich bildfehlerfrei abgebildet.
Bei unendlicher Objektweite sind die o. g. Strahlen objektseitig nicht durch den Schnittwinkel definiert, da sie alle parallel zur optischen Achse verlaufen, sondern durch ihren Abstand {\displaystyle h} von der optischen Achse. Die Sinusbedingung geht dann über in: 
{\displaystyle {\frac {h}{\sin \sigma '}}={\text{const.}}=f'}
mit der bildseitigen Brennweite {\displaystyle f'}.
Die Sinusbedingung muss bei optischen Systemen, die ein kleines Feld mit großer Öffnung abbilden, auch außerhalb des paraxialen Gebietes erfüllt sein. Das gilt z. B. für Mikroskop-Objektive. Eine einzelne brechende oder reflektierende Kugelfläche hat drei Punktepaare, die die Sinusbedingung erfüllen und ohne Öffnungsfehler abbilden (aplanatische Punktepaare).